# Sarah Wright
Sarah Wright (ur. 28 września 1983 w Louisville w stanie Kentucky) – amerykańska aktorka filmowa i serialowa oraz była modelka.

## Filmografia
- 1998: Oczarowany – jako Randka Davida
- 2006: All You've Got – jako Laurn McDonald
- 2008: Króliczek – jako Ashley
- 2008: Surfer Dude – jako Stacey
- 2008: Moja dziewczyna wychodzi za mąż – jako blondynka
- 2008: Streak – jako Ashley
- 2009: Loop – jako Lizzy
- 2013: Nieletni/pełnoletni – jako Nicole
- 2017: Barry Seal: Król przemytu – jako Lucy Seal, żona Barry’ego
- 2020: Spinning Out – jako Mandy Davis